# Villamos fogyasztásmérő

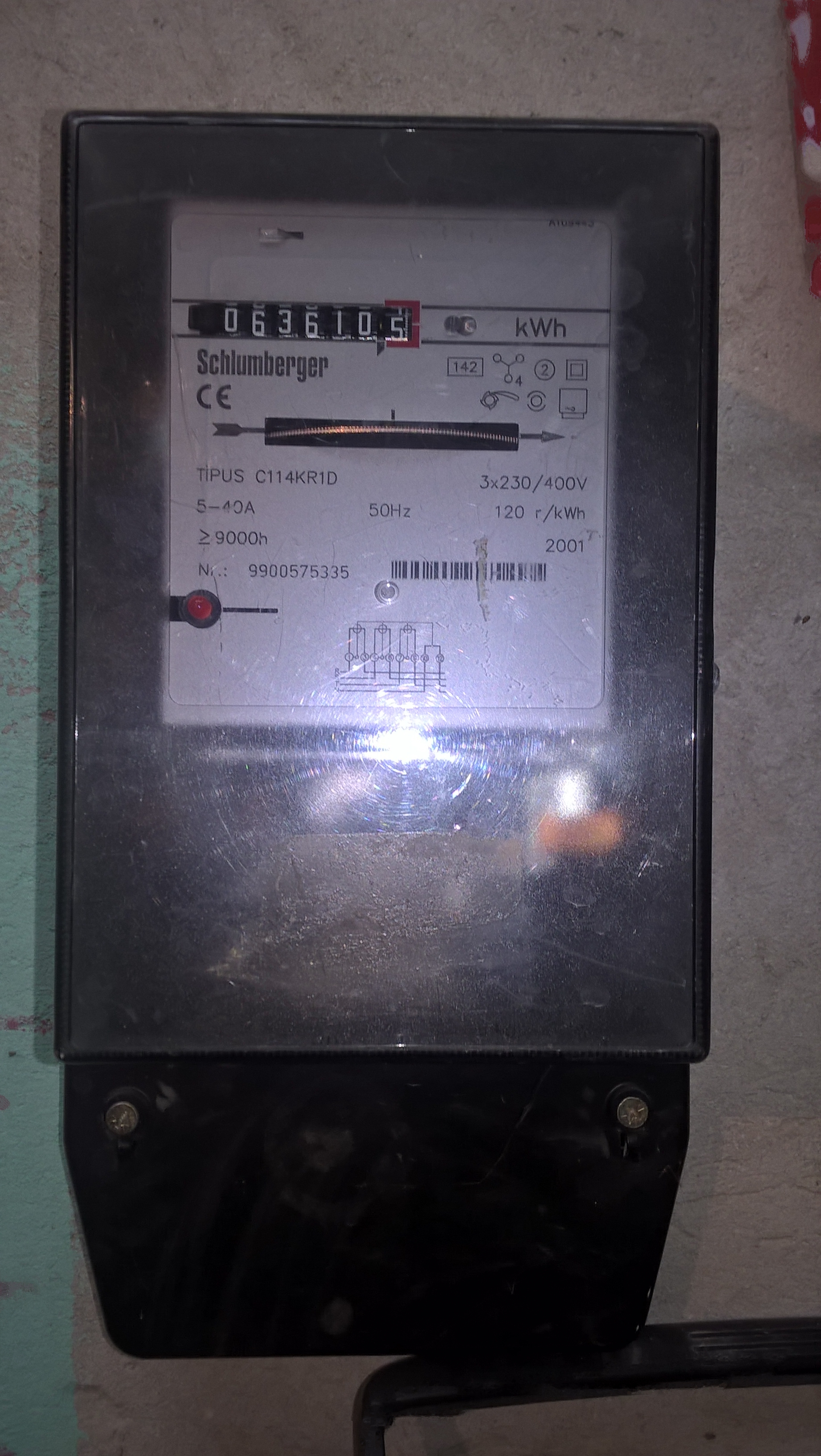
Háromfázisú elekromechanikus fogyasztásmérő; a rajta található piros LED csak akkor fog világítani, amikor egy fázis hiányzik (például túlterhelés vagy rövidzárlat hatására az egyik fázis kismegszakítója leoldott)

A villamos fogyasztásmérőt (hétköznapi nevén villanyóra) a fogyasztói elszámolásban a vételezett hatásos (kWh), illetve vételezett vagy a meddő energia (kvarh) mennyiségének, szükség estén annak napszaki megoszlásának meghatározására használják.
A hagyományos, mechanikus fogyasztásmérő forgórésze a terhelés hatására forog, szögsebessége a teljesítménnyel arányos, tehát a megtett fordulatok száma, amelyet a fogyasztásmérőbe beépített számlálómű számol, az elfogyasztott villamos energiával arányos.

## Története

### Váltakozó áramú

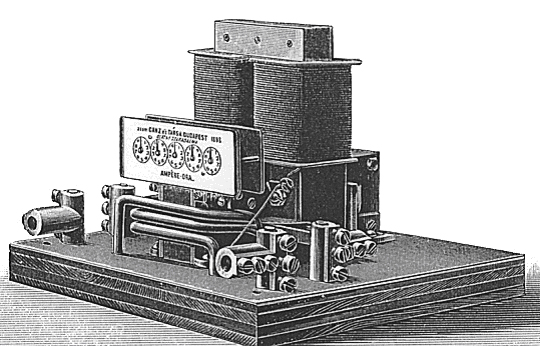
Bláthy Ottó Titusz, az általa feltalált és szabadalmaztatott váltakozó áramú, egyfázisú villamos fogyasztásmérő első példányával (1889)

A váltakozó áramú villamos energia mérését 1889-től Bláthy világhírű találmánya tette lehetővé.
1885-ből származik Bláthy váltakozó áramú wattmérője. Ennek későbbi 1910-es változata a Kellner József-féle wattméter volt, amely a mágneses és a dielektromos veszteségeket is pontosan mutatta. A Ganz gyár egyre több váltakozó áramú motort szállított üzletfeleinek, akik mind jobban igényelték a felhasznált energia mérését. Bláthy kísérletbe kezdett, hogy az addig használt fogyasztásmérők hibáit kiküszöbölje.
A wattórák mérésére az Elihu Thomson dinamometrikus számlálója szolgált. Az 1888. évi párizsi kiállításon mutatták be, de bizonytalanul mért. A mérési pontatlanság viszont jelentős pénzveszteséget okozott az áramszolgáltatóknak. Egyébként is a Thomson-mérő használata feltételezte, hogy a feszültségi körben folyó áram a feszültséggel arányos, és azonos fázisú.
A feladat tehát adott volt: olyan számláló szerkesztése, amelynek fordulatszáma követi a mindenkori terhelést (azaz a fékezőnyomaték függjön a fordulatszámtól), mert a fordulatszám arányos a fogyasztott munkával. Minőségileg pedig meg kellett oldani, hogy a számláló a névleges terhelés 0,5-1%-ánál biztosan induljon, és terhelés nélkül, még 120%-os feszültségnél se járjon üresen (hiszen P = U ⋅ I ⋅ cosφ, és ha I = 0, akkor P = 0). Bláthy 1889 márciusában kiadta a gyártási utasításokat, és 1889 végére a Ganz-gyár forgalmazta a világon az első, indukciós elven működő váltakozó áramú fogyasztásmérőket. Az első darabok súlya 20–25 kg között mozgott, a forgatónyomaték 100 cmgr, saját fogyasztás 17 W, fordulatszám 240 ford/perc volt. Ezt később csökkentette Bláthy: forgatónyomaték 35 cmgr, fogyasztás 6-7 W, fordulatszám 100 ford/perc; a forgórész vörösréz tárcsából készült. A forgórész súlya a Thomson számlálókkal összehasonlítva annak 1/10 része volt. Bláthy mintegy 77 szabadalma közül 27 a számlálógyártással kapcsolatos.

## Működése

### Analóg elektromechanikus műszerek
Az indukciós fogyasztásmérő függőleges tengelyű forgó műszer, tengelyén vékony alumíniumtárcsával. Ezen a tárcsán hajtó és fékezőnyomatékok keletkeznek, eredőként a tengelyen jön létre. A tárcsa szerkezetileg egymáshoz térben eltolt áramtekercs és feszültségtekercs vasmagjánál kiképzett légrésben és egy állandó mágnes légrésében forog. Az áramtekercsen folyik át a terhelő váltakozó áram, a feszültségtekercs pedig a mérendő hálózat váltakozó feszültségére van kapcsolva. Az áramtekercs viszonylag kis menetszámú, ellentétben a feszültségtekerccsel, amely viszonylag nagy menetszámmal készül.
A feszültségtekercs Φ∪ mágneses fluxust létesít, amelyeknek egy része a tárcsákra hat és örvényáramot (I∪) hoz létre benne. Ez a mágneses fluxus ugyanis a feszültség-vasmagban  keletkezik és áthaladva a forgórész tárcsáján zárul, arra merőleges irányban. A fogyasztó áramkörében folyó áram az áramtekercs vasmagjában Φ mágneses fluxust gerjeszt, és ez I  örvényáramot kelt a forgórészben. Mindegyik fluxus a vele szomszédos örvényáramokkal erőt hoz létre, és ez az erő a forgástengelyre nyomatékot létesít, ami váltakozó fogyasztásmérők esetében minden időpillanatban arányos a fogyasztó áramkörében érvényesülő villamos teljesítménnyel.
Az indukciós fogyasztásmérő egy bizonyos idő alatt megtett fordulatainak száma arányos a villamos munkával, amelyet a fogyasztó ugyanaz az idő alatt elfogyasztott. A létrejött hajtónyomaték arányos a fogyasztói áramkörben létrejött villamos terheléssel.

### Elektronikus
Az elektronikus fogyasztásmérők az áramot és a feszültséget digitális eszközökkel mérik, és LCD- vagy LED-kijelzőn mutatják. Egyes típusok képesek a mérési adatokat továbbítani az áramszolgáltató vagy a fogyasztó felé. Különböző órák vannak, pl. H-tarifa, éjszakai, nappali (ezeknek mind külön órájuk van). A villamosenergia-szolgáltatók a régi elektromechanikus mérőket 2010-es évektől kezdve ilyen eszközükre cserélik.

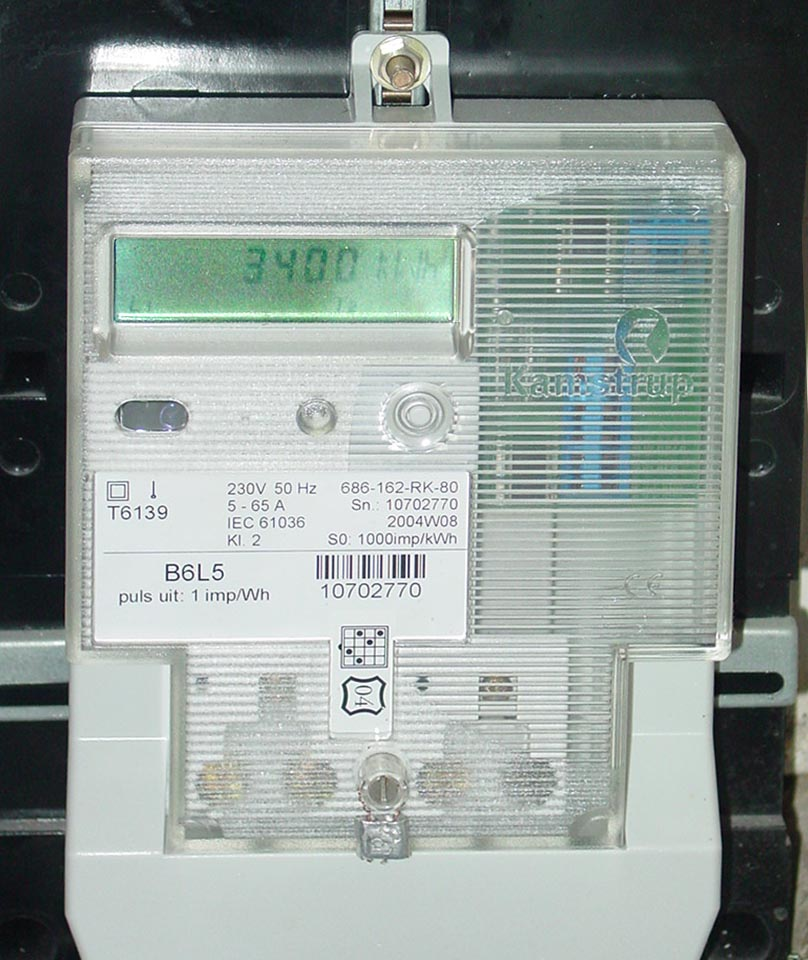
Elektronikus-digitális fogyasztásmérő kijelzővel (Hollandia)

## Elhelyezése

### Végleges helyre kerülő fogyasztás mérőszekrény

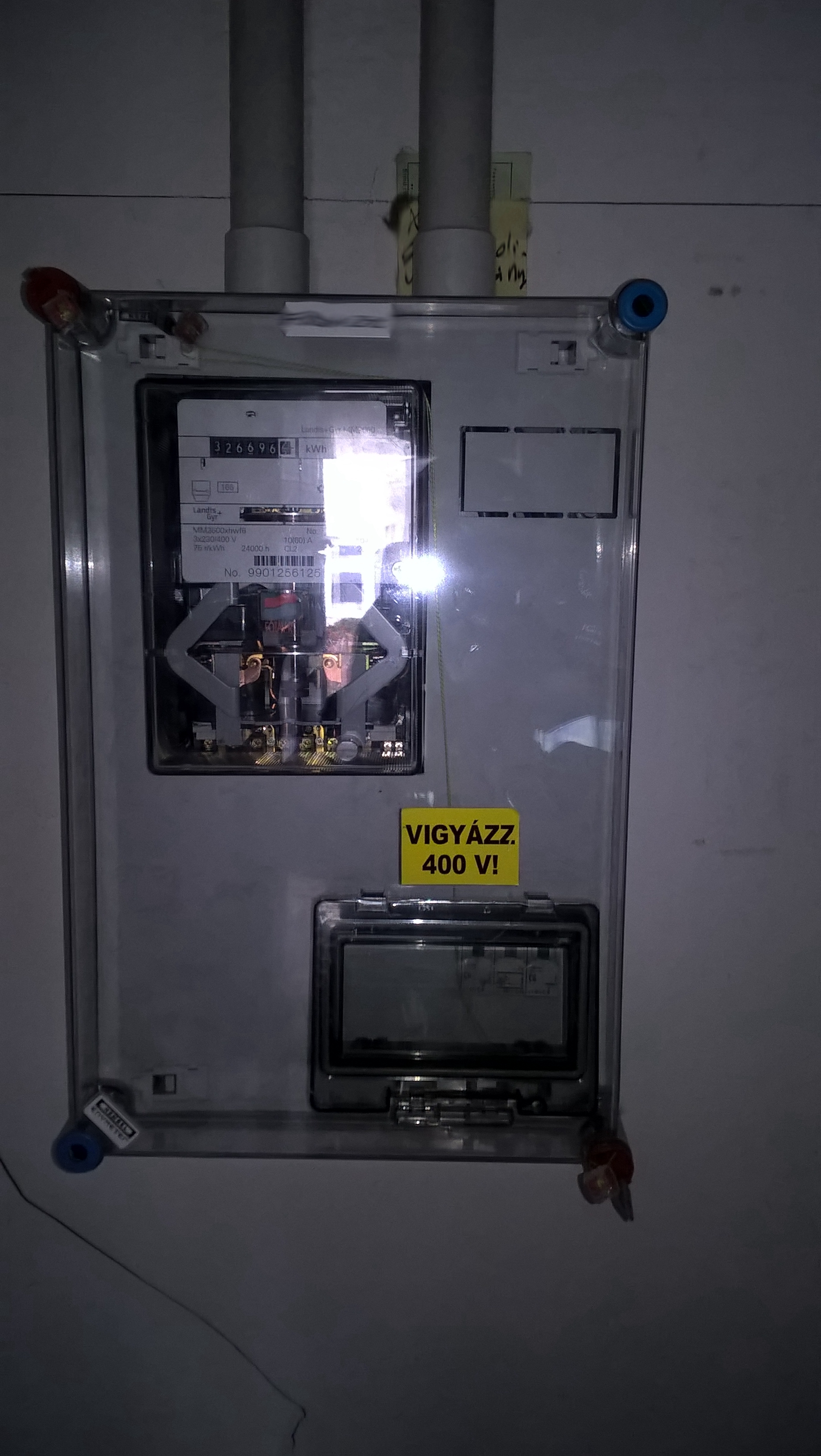
Háromfázisú elektromechanikus fogyasztásmérő zárjeggyel biztosítható (leplombálható) műanyag szekrény tokozatban

A mérőhelyet sok esetben helyezik el az épület körítő falának külső részében vagy az ingatlanhatár közelében, illetve a kerítéspillérben. A kialakításhoz csak az áramszolgáltató által elfogadott, szabadtérre alkalmazható mérőszekrény használható, ami teljesíti az IP54 védettséget. Ez biztosítja a por- és páramentes elhelyezést a fogyasztásmérő berendezés számára.
Általában a mérőszekrény felső részében van kialakítva a fogyasztói főelosztó, amely tartalmazza az áramköri kismegszakítókat is. A nappali és a vezérelt áramkörök külön légtérben vannak elhelyezve. A mérőhely tartalmazza a vezérelt áramkörökről működő fogyasztók kapcsolására szolgáló hangfrekvenciás vevőkészüléket, illetve a mágneskapcsolót is.

### Csoportosan kialakított fogyasztásmérő hely

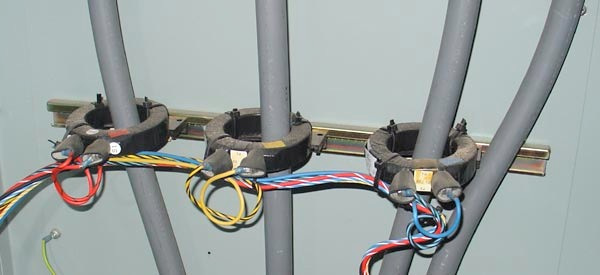
Az épületbe becsatlakozó méretlen háromfázisú hálózat 400 A mérése áramváltókkal (Anglia)

Társasházak esetén a csatlakozó vezeték a legtöbb esetben földkábel. A fogyasztásmérő szekrényeket szintenként, csoportosan kell elhelyezni.
A berendezések falon kívül vagy erre a célra kialakított falsüllyedésbe szerelhetőek. Ennek az elrendezésnek több előnye is van. A kivitelezés egyszerűbb, az előre összeállított szekrényeket a helyszínen könnyebb a helyükre illeszteni. A szolgáltató vagy megbízottja le tudja olvasni a fogyasztásmérőket anélkül, hogy a fogyasztónak otthon kellene maradnia.

## Képek

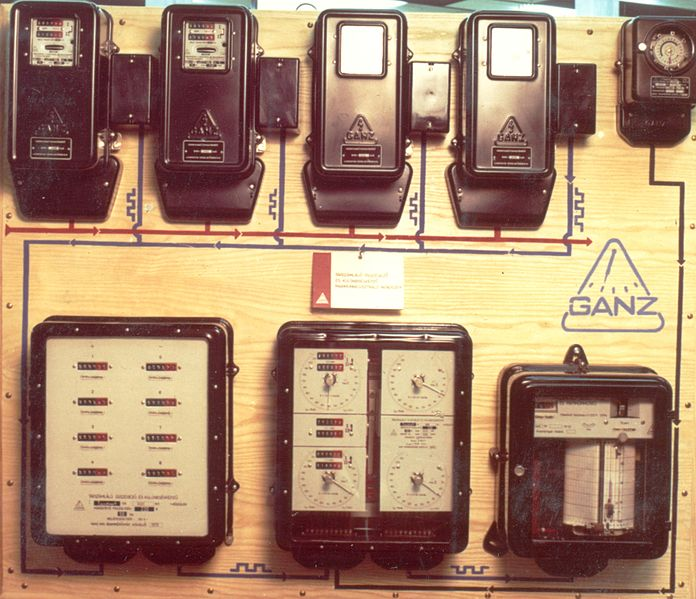
Villamos fogyasztásmérők, kapcsolóórák, ÁMGy termékek (1980)